# Estela Golovchenko
Estela Golovchenko   (San Javier, 16 de març de 1963) és una dramaturga, actriu i directora de teatre uruguaiana.

## Biografia
Estela Golovchenko va néixer el 1963 a San Javier, departament de Río Negro (Uruguai), i des de 1986 resideix a Fray Bentos, la capital departamental. En aquest any va ingressar al grup teatral fraybentino Teatro sin Fogón.
Va realitzar cursos i tallers d'actuació amb Sergio Lazzo i Enrique Permuy; de direcció teatral amb Rubén Yáñez i Jorge Curi; de posada en escena amb Rubén Szuchmacher; d'animació teatral amb Antonio Baldomir i Enrique Laíño, entre d'altres.
Gràcies a una beca del Centre Uruguaià de l'Institut Internacional de Teatre de la UNESCO per al primer taller nacional de teatre a Uruguai el 1991, va rebre classes de Richard Ferraro, Levón i Héctor Manuel Vidal. Una beca de la Comèdia Nacional li va permetre el 1994 treballar com a assistent de direcció de Jorge Curi.
El 2004 va estudiar al taller per a docent d'Art Escènic del Ministeri d'Educació i Cultura de l'Uruguai (MEC), on va tenir com a docents a Carlos Aguilera, Graciela Escuder, Myriam Gleijer, Roberto Jones, Isabel Pérez, Mary Vázquez i Elena Zuasti.
Des de 1997 dicta classes de teatre a l'ensenyament secundari, a través del MEC, en la intendència de Río Negro, on dirigeix el taller de teatre municipal, i en altres institucions.
Des del 2015 és directora de Departament d'Educació i Cultura de la intendència del departament de Rio Negro.

## Premis
Com a autora, el 2004 va guanyar el premi Florenci en la categoria «Millor text d'autor nacional» per Vacas gordas. En aquesta categoria també va ser nominada el 2006 per El disparo i el 2014 per La canción de las palabras esdrújulas.
Com a actriu va guanyar el Florenci el 1991 per la seva actuació a Pa' lo grande que es Fray Bentos, amb direcció d'Héctor Manuel Vidal i el 1995 per Desfile de extrañas figuras, de Carlos Pais amb direcció de Roberto Buschiazzo.
Com a directora el va guanyar el 1993 per la direcció d'Inodoro Pereira, el renegau, amb llibret de Roberto Fontanarrosa.
Va obtenir el primer premi del primer concurs d'obres de teatre de la Comissió de Fons Nacional de Teatre (COFONTE) el 2002 per Vacas gordas; el primer premi Dramatúrgia de la Intendència Municipal de Montevideo el 2005 per El disparo; el premi a la millor actriu de l'Associació de Teatres de l'Interior (ATI) el 2011 per la seva actuació en Luisa se estrella contra su casa, d'Ariel Farace amb direcció de Roberto Buschiazzo. Ha rebut mencions en concursos de MEC (2003, La despedida; 2004, Alcanza con que estés) i de la COFONTE (2003, Punto y coma; 2007, El pan nuestro de cada día).
El 2007 va rebre el premi Morosoli per la seva aportació a les lletres uruguaianes.

## Obres de teatre
- Vacas gordas (2002).
- Punto y coma (2003).
- La despedida (2003).
- Alcanza con que estés (2004).
- El disparo (2005).
- El pan nuestro de cada día (2007).
- La canción de las palabras esdrújulas (2014).